# Lower Penn
Lower Penn is een civil parish in het bestuurlijke gebied South Staffordshire, in het Engelse graafschap Staffordshire.